# Ocyptamus diversifasciatus
Ocyptamus diversifasciatus är en tvåvingeart som först beskrevs av Frederick Knab 1914.  Ocyptamus diversifasciatus ingår i släktet Ocyptamus och familjen blomflugor. Inga underarter finns listade i Catalogue of Life.